# Park Han-sol
Park Han-sol (en hangul, 박한솔; nacida en Seúl el 19 de julio de 1995) es una actriz musical, de cine y televisión surcoreana.

## Carrera
Park Han-sol hizo su debut con la película independiente 뽑기. Ha aparecido también en algunos musicales, y fue protagonista en la serie web Secret Crushes: Special Edition. En agosto de 2018 firmó un contrato de exclusividad con la agencia Elephant Entertainment.
En los años sucesivos ha tenido papeles de reparto en series de éxito, como Hospital Playlist, When My Love Blooms y Soul Mechanic. En 2022 participó de forma destacada en la serie Crazy Love, con el personaje de Ok-hee, la mejor amiga de la protagonista Shin-ah, con quien comparte la casa.

## Filmografía

### Películas
| Año  | Título                | Hangul            | Papel         | Notas                        | Ref.  |
| ---- | --------------------- | ----------------- | ------------- | ---------------------------- | ----- |
| 2019 | A History of Jealousy | 질투의 역사       | Young Soo-min |                              | [ 4 ] |
| 2021 | [Moto y hamburguesa]  | 오토바이와 햄버거 | Ga-hye        | Protagonista. Duranción: 40' | [ 5 ] |

### Series de televisión
| Año     | Título                                       | Papel          | Canal    | Ref.          |
| ------- | -------------------------------------------- | -------------- | -------- | ------------- |
| 2017    | Criminal Minds                               | Son Na-kyung   | tvN      | [ 6 ]         |
| 2017    | Fork You Boss                                | Han-sol        | JTBC     |               |
| 2017    | Secret Crushes: Special Edition              | Park Han-sol   | Naver TV |               |
| 2018    | My First Love                                | Kim Yun-jeong  | OCN      |               |
| 2018    | Drama Special Season 9: So Close, Yet So Far | Yang Hyun-ah   | KBS2     | [ 7 ]         |
| 2018    | Drunk in Good Taste                          | Seul-gi        | tvN      |               |
| 2018    | Live                                         | Han Jung-oh    | tvN      |               |
| 2018    | A Poem a Day                                 | Lee Shi-eun    | tvN      | [ 8 ]         |
| 2018    | Fork You Boss 2                              | Han-sol        | JTBC     |               |
| 2018    | Let's Eat 3                                  | Bak Han-sol    | tvN      |               |
| 2018    | Risky Romance                                | Jang Han-ah    | MBC      |               |
| 2019    | Big Issue                                    | Jang Mi-rae    | SBS      | [ 9 ]         |
| 2019    | Justice                                      | Yeon-hyo       | KBS2     |               |
| 2019    | Catch the Ghost                              | Park Yoo-mi    | tvN      |               |
| 2020    | I'll Go To You When The Weather Is Nice      | Joo-hee        | JTBC     |               |
| 2020    | When My Love Blooms                          | Yang Hye-jung  | tvN      | [ 10 ]        |
| 2020    | Soul Mechanic                                | Gong Ji-hee    | KBS2     | [ 11 ]        |
| 2020    | Please Don't Date Him                        | Byun Ha-ri     | MBC      | [ 12 ]        |
| 2020-21 | Hospital Playlist                            | Sun Woo-heesu  | Netflix  | [ 13 ]        |
| 2021    | She Would Never Know                         | Lee Se-rim     | JTBC     | [ 14 ]        |
| 2021    | Sell Your Haunted House                      | Joo Hwa-jung   | KBS2     | [ 15 ]        |
| 2021    | Hospital Playlist 2                          | Sunwoo Hee-soo | Netflix  | [ 13 ] [ 16 ] |
| 2022    | Crazy Love                                   | Chu Ok-hee     | KBS2     | [ 17 ]        |
| 2022    | Mental Coach Jegalgil                        |                | jTBC     | [ 3 ]         |